# Fibroină

Structura primară a fibroinei, (Gly-Ser-Gly-Ala-Gly-Ala)_{n}

Fibroina este o proteină insolubilă prezentă în mătasea produsă de larvele Bombyx mori, alte genuri de molii precum Antheraea, Cricula, Samia și Gonometa și numeroase alte insecte. Mătasea în starea sa brută constă din două proteine principale, sericina și fibroina, cu un strat asemănător lipiciului care acoperă două filamente singulare de fibroină numite saramuri.